# Флаш
«Флаш: Биографический очерк» (англ. Flush: A Biography) — книга английской писательницы Вирджинии Вулф.

## История создания
Вулф написала «Флаша» в 1933 году, после сложнейшей работы над биографией своего друга Роджера Фрая. История жизни коккер-спаниеля поэтессы Элизабет Браунинг — пародия на роман воспитания. Однако посредством этой литературной шутки Вулф знакомила читателя с жизнью Элизабет и Роберта Браунингов — поэтов английского романтизма.
Работая над «Флашем» Вулф использовала переписку четы Браунингов, письма Элизабет, изданные её другом Фредериком Кеньоном, её же письма к Хенгисту Хорну (изданные Леонардом Хаксли) и сестре, а также первой хозяйки Флаша — писательницы и поэтессы Мэри Рассел Митфорд.
Писательница снабдила биографию Флаша пространными комментариями, в которые включила свои рассуждения (упоминая также питомцев Карлейля и Байрона) о влиянии духа эпохи, философии и поэзии хозяев на поведение собак.
Своей собаке Элизабет Баррет Браунинг посвятила два стихотворения: «Флашу, моему псу» и «Флаш, или Фавн».

## Сюжет
Молодой спаниель Флаш подарен мисс Баррет её подругой мисс Митфорд. Вместе со своей хозяйкой Флаш разделяет её затворничество в доме отца Элизабет на Уимпол-стрит. Он становится свидетелем романа мисс Баррет и Роберта Браунинга. Флаша похищают лондонские бродяги и мисс Баррет выкупает его. Элизабет, покидая родительский дом после тайного бракосочетания, забирает с собой Флаша. Флаш вместе с Браунингами уезжает в Италию, где умирает, дожив до «прекрасной старости» и находит свой последний приют под флорентийским домом Браунингов Casa Guidi.